# Miguel de Souza Carballo
Miguel Fabricio de Souza Carballo (Melo, Uruguay, 16 de septiembre de 1975) es un futbolista uruguayo que juega en Boca Juniors Melo. Es hermano del también futbolista Diego de Souza

## Clubes[1]
| Club                | País    | Año         |
| ------------------- | ------- | ----------- |
| Boca Juniors (Melo) | Uruguay |             |
| Cerro Largo         | Uruguay | 2003 - 2009 |
| Boca Juniors (Melo) | Uruguay | 2010 - 2011 |